# Francis Burdett (1743-1794)
Francis Burdett (1743–1794) est membre de la famille Burdett de Bramcote qui appartient à une lignée de baronnets. Il n'hérite pas du titre, car il meurt en 1794, avant la mort de son père en 1797. Il fait l'objet de deux peintures remarquables.

## Biographie

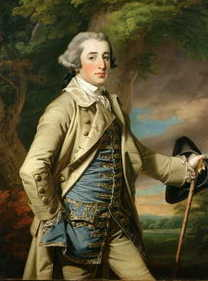
Burdett par Francis Cotes en 1764

Burdett est né en 1743  et baptisé à Foremark, un hameau près de la maison ancestrale de sa famille de Foremarke Hall, Derbyshire. Il est le fils de Robert Burdett (4e baronnet) et de sa première femme. Sa mère Elizabeth est décédée quand il est jeune le 24 août 1747 et son père se remarie. Lorsque Burdett devient majeur, son père fait remodeler la maison ancestrale de Foremarke Hall.
Burdett est le beau-frère de Francis Mundy et membre du Markeaton Hunt privé. En 1762-1763, Mundy commande une série de six portraits. Chacun des sujets porte la tenue distinctive de la Markeaton Hunt, consistant en un manteau bleu sur un gilet écarlate et une culotte jaune. Ces peintures sont accrochées à la maison ancestrale de Mundy, Markeaton Hall (en). Environ un an plus tard, il y a un autre portrait de Francis Cotes.

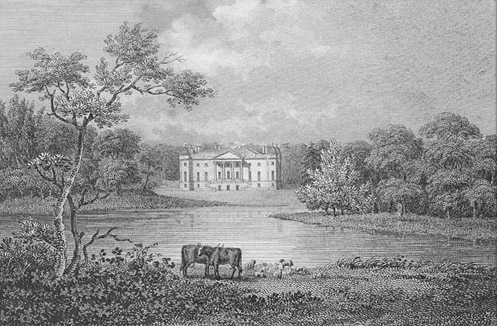
Foremarke Hall dessiné par G. Shepherd, gravé par W. Angus. 1805

Burdett épouse Eleanor Jones, fille de William Jones de Ramsbury Manor, Wiltshire, le 30 décembre 1766. Il est le père de Sir Francis Burdett, 5e baronnet, né le 25 janvier 1770, et William Jones Burdett (vers 1772 - 1840) qui est le père du 7e baronnet .